# زاگرس چین‌خورده
زاگرس چین خورده یک پهنه زمین‌شناسی در غرب ایران، در بخش غربی و جنوبی رشته‌کوه زاگرس، با طولی حدود ۱۳۷۵ کیلومتر و عرضی بین ۱۲۰ تا ۲۵۰ کیلومتر است. این بخش از زاگرس، در ادامهٔ زاگرس مرتفع، تا خلیج فارس و تنگه هرمز ادامه می‌یابد. تاقدیس‌های بزرگ و کشیده از مشخصه‌های زاگرس چین خورده هستند.
ارتفاع کوه‌های منطقه نسبت به زاگرس مرتفع کمتر است اما وسعت ناحیه کوهستانی بیشتر است. گسل زاگرس بلند مرز شمالی پهنه زاگرس چین‌خورده محسوب می‌شود و این پهنه را از زاگرس بلند جدا می‌سازد.